# 아와오도리

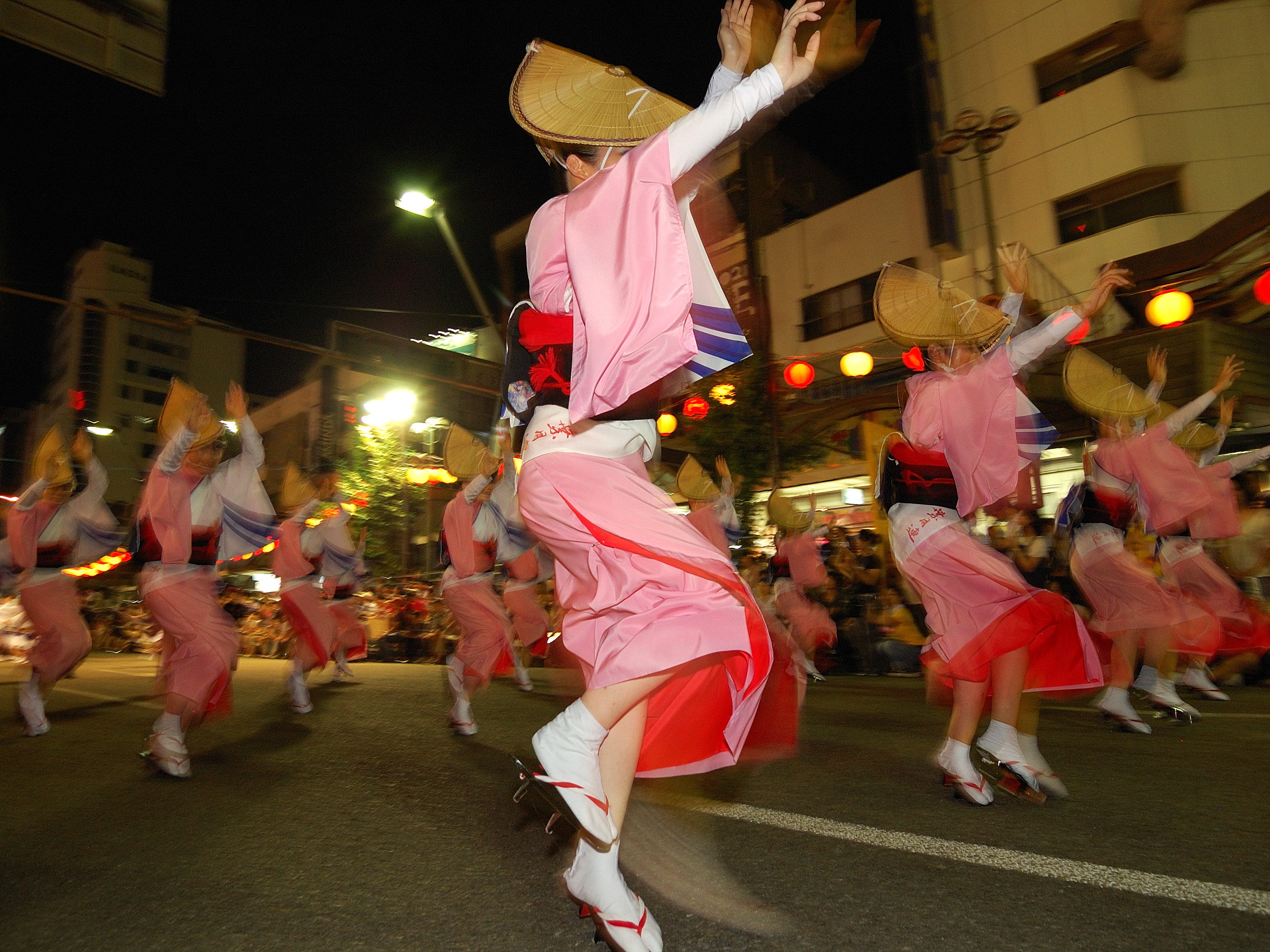
아와오도리

아와오도리(阿波踊り 아와오도리[*])는 일본 도쿠시마현에서 8월 12일부터 15일까지 열리는 축제이다. 노래를 부르며 춤추는 행사가 나흘간 이어진다. 일명 일본판 브라질 삼바 축제이다. 축제 기간에 100만 명 이상의 관광객이 온다.
현재의 아와오도리는 북, 피리 등의 악기와 노래에 맞추어 남녀집단이 몇 십조로 나눠 거리를 누비며 춤을 춘다. 아와오도리의 춤동작은 리듬 있는 선창으로 손발을 엇바꾸어가며 힘차게 앞으로 내밀며 나아가는 동작을 되풀이하여, 남녀노소 모두 간단히 출 수 있다고 한다.

## 같이 보기
- 일본의 관광